# 15 cm SK Nathan
15 cm SK Nathan — немецкая железнодорожная пушка Первой мировой войны. Данные 15-см орудия именовались «Натан», «Натан Эрнст» и «Эмиль Натан». Орудия изначально предназначались для непостроенных крейсеров типа «Кёльн II», другие были запасными или снятыми с более старых лёгких крейсеров. Было произведено более 21 установки. Они поступили к 1918 году и использовались, в основном, для задач береговой обороны. После войны многие из этих орудий были приспособлены для приморских батарей.

## История создания
Германия в начале ПМВ страдала от серьезной нехватки дальнобойной артиллерии, что побудило военное руководство восстановить и переоборудовать морские орудия и принять их на вооружение как железнодорожные орудия.
Железнодорожныеорудия 15 cm SK L/45 были названы Nathan, Nathan Ernst и Nathan Emil. Причина трех разных названий неизвестна, но они, вероятно, служили для различия версий C/13 и C/16 15cm SK, последние изначально были предназначенными для 
непостроенных крейсеров типа «Кёльн II» , в то время как C / 13 были заменой или десантным вооружением старых крейсеров и дредноутов.
Было выпущено более 21 штуки. Они поступили на вооружение в 1918 году и, судя по всему, использовались в основном для задач береговой обороны. 

## Характеристики
- Всего построено 21+
- Разработано в 1914-15
- Длина ствола 6,326 метров
- Калибр орудия 149.1 мм.
- Начальная скорость снаряда 840 м/с
- Использовался осколочно-фугасный снаряд Spgr. L/5 массой 44 кг. и с 5 кг. взрывчатого вещества.
- Скорострельность 5-7 выстрелов/мин
- Максимальная дальность стрельбы 22,675 метров